# Lê Dũng Tráng
Lê Dũng Tráng est un mathématicien franco-vietnamien né en 1947 à Saïgon. Il fut professeur à l'université Paris-VII de 1975 à 1999, et à l'École polytechnique de 1983 à 1995. Il est membre du TWAS (en) (The World Academy of Sciences). Il a encadré les thèses de Claude Sabbah et de Hélène Esnault. La plupart de ses travaux sont dans la théorie des singularités analytiques complexes.